# 穴吹町穴吹
穴吹町穴吹（あなぶきちょうあなぶき）は、徳島県美馬市の大字。2010年10月1日現在の人口は2,326人、世帯数は839世帯。郵便番号は〒777-0005。

## 地理
美馬市の中心部に位置。東は山地を挟んで吉野川市、北は東流する吉野川を隔てて脇町に接する。中央部を北流する穴吹川沿いと北部吉野川沿岸に耕地があるのみで、面積の80%強を山林が占める。
集落は谷口集落の性格をもつ穴吹川沿いのものと鉄道開通後の穴吹駅の駅前集落からなる。

### 河川
- 吉野川
- 穴吹川

### 小字
| - 井口 - 池田 - 池ノ奥 - 市ノ下 - 市ノ須賀 - 市ノ的 - 市場 - 井手端 - 岩手 | - 魚帰 - 戎 - 遠所 - 大平 - 岡ノ上 - 岡ノ下 - 岡 - 柏 - 川原田 | - 楠ノ本 - 九反地 - 五反地 - 今月 - 庄田 - 新開 - 李 - 仙田 - 曽根 | - 田ノ浦 - 辻 - 寺前 - 中 - 奈良坂 - 西成戸 - 野山 - 葉佐古 - 畑中 | - 八本松 - 盤若 - 東岩手 - 東成戸 - 美少田 - 平間 - 福戸原 - 藤ノ本 - 藤原 | - 平ノ内 - 松ノ本 - 宮ノ下 - 宮ノ南 - 明連 - 安成 - 柳佐古 - 藪ノ下 - 山神東 | - 山神前 - 龍王 - 両地 |  |

## 歴史
- 2005年（平成17年）3月1日 - 美馬郡穴吹町が木屋平村・美馬町・脇町と合併して美馬市となり、現在の町名となる。

## 施設
- 美馬市役所
- 徳島県立穴吹高等学校
- 美馬市立穴吹中学校
- 美馬市立穴吹小学校
- 戸白人神社
- 宝生寺 - 阿波西国三十三観音霊場
- 享保寺 - 阿波西国三十三観音霊場
- 日之出本店
- 四国カントリークラブ

かつて存在した施設
- 美馬市立穴吹図書館
- 油屋美馬館

## 交通

### 鉄道

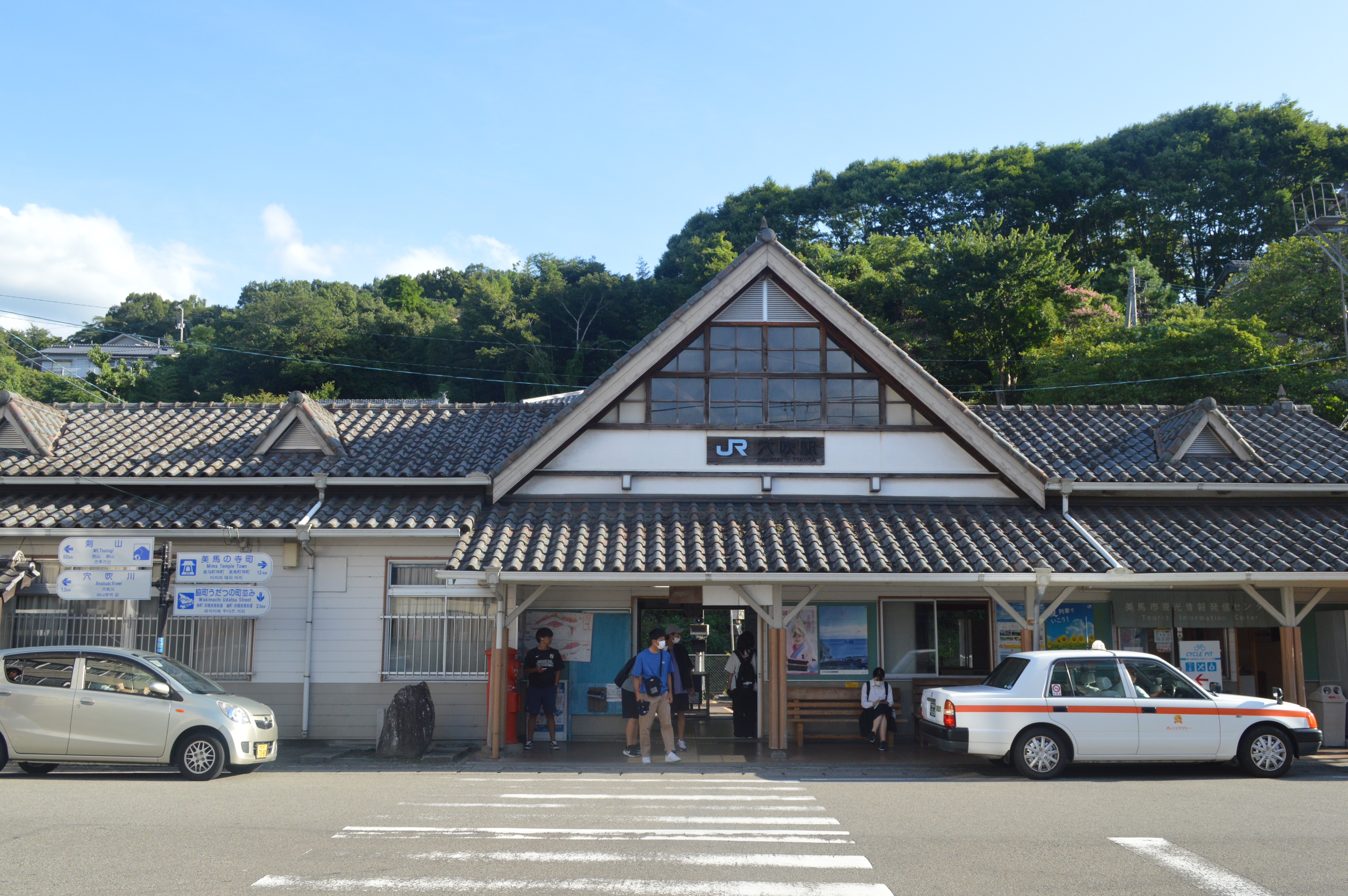
穴吹駅

四国旅客鉄道（JR四国）徳島線が通り、穴吹駅が設置されている。

### 道路
国道
- 国道192号
- 国道193号
- 国道492号

都道府県道
- 徳島県道254号田方穴吹線